# Sfincterul anal intern
Sfincterul anal intern este un inel muscular neted care înconjoară aproximativ 2,5–4 cm din canalul anal. Marginea sa inferioară este în contact cu porțiunea subcutanată a sfincterului anal extern de care este separată prin pectenul anal, o depresiune circulară și puțin adâncă. Sfincterul anal intern este inervat de nervi simpatici cu originea în segmentul L5 al coloanei vertebrale.

## Acțiuni
Sfincterul anal intern este responsabil pentru menținerea presiunii anale de repaus, dar atât sfincterul anal extern, cât și mușchiul puborectal se contractă activ și, prin urmare, măresc presiunea anală în situații de urgență fecală. Sfincterul anal intern este contractat tonic și generează 85% din presiunea de repaus, menținând canalul anal închis. Stimularea mecanoreceptorilor din peretele rectal și colonul sigmoid activează neuronii inhibitori intramurali, ducând la relaxarea sfincterului anal intern, proces numit reflex anorectal de inhibiție. Acesta are loc la prezența scaunului sau gazului în canalul anal.